# 保羅·約翰遜 (演員)
保羅·約翰遜（英語：Paul Joseph Otto Johansson，1964年1月29日—）是一名美國演員、作家和導演。他最著名的作品是在WB/CW的電視劇籃球兄弟中出演Dan Scott角色。他也是艾因蘭德小說《阿特拉斯聳聳肩》電影版的導演。

## 外部連結
- 保羅·約翰遜在互联网电影资料库（IMDb）上的資料（英文）
- 官方网站